# Charles Frédéric Girard
Charles Frédéric Girard, född 8 mars 1822 i Mulhouse i Alsace, död 29 januari 1895 i Neuilly-sur-Seine i Île-de-France, var en fransk läkare och biolog som specialiserade sig på iktyologi och herpetologi. Ett flertal taxon inom djurvärlden bär Girards auktorsnamn, bland dem det nordamerikanska fisksläktena Adinia och Lucania.

## Zoologisk forskning
Girard studerade tidigt vid universitetet i Neuchâtel under den schweizisk-amerikanska naturforskaren Louis Agassiz. År 1847 följde han med Agassiz som dennes assistent för forskning vid Harvard University. Tre år senare ombads han av Spencer Fullerton Baird att arbeta med den alltmer växande samlingen av reptiler, groddjur och fiskar vid USA:s nationalmuseum Smithsonian Institution. Girard kom att arbeta vid museet under de följande tio åren, under vilka han publicera ett flertal vetenskapliga rapporter, många av dem tillsammans med Baird.
Under 1854 blev Girard amerikansk medborgare, och två år efteråt blev disputerade han som medicine doktor vid Georgetown University i Washington, D.C. År 1859 återvände han till Frankrike, där Institut de France två år senare belönade honom med Cuvier-priset för hans arbete med nordamerikanska fiskar och reptiler.

## Arbete som läkare
Vid det amerikanska inbördeskrigets utbrott reste han till USA och anslöt sig till Amerikas konfedererade staters armé, där han arbetade som kirurg. Efter det amerikanska inbördeskrigets slut återvände han än en gång till Frankrike, där han arbetade som läkare under resten av sitt liv, och utförde tjänster under bland annat Fransk-tyska kriget.